# Gustave Hannezo
Pour les articles homonymes, voir Hannezo.
 (juillet 2025).
Gustave Hannezo, né le 11 juillet 1857 à Lunéville et mort le 4 août 1922 à Mâcon, est un militaire et archéologue amateur français. Embrassant une carrière militaire qu'il achève avec le grade de lieutenant-colonel, il s'intéresse à l'archéologie à partir de 1886 et procède pendant près d'un quart de siècle à des relevés et publications à propos de sites archéologiques tunisiens.

## Biographie
Engagé à l'âge de 18 ans, il est affecté en Tunisie en 1881-1882 puis à partir de 1885 et jusqu'en 1904. Il est basé à la garnison de Sousse à partir de 1886.
Il crée un petit musée au sein de son régiment en 1887.

## Publications
- 1894 :
  - Notes sur une basilique chrétienne découverte à Hadjeb-el-Aïoun (Tunisie), par MM. Hannezo, L. Molins et A. Laurent ;
  - Note sur la nécropole romaine d'Hadjeb-el-Aïoun, nouvelles découvertes dans la nécropole romaine d'Hadrumète, par MM. L. Choppard et G. Hannezo ;
- 1897 : Observations sur le tracé du plan d'Hadrumète par Daux ;
- 1898 : Notes archéologiques sur Lemta (Leptiminus) (Tunisie), par MM. les capitaines G. Hannezo et L. Molins et M. le lieutenant Montagnon ;
- 1902 : Musées de Sousse ;
- 1904 : Bizerte, histoire et description ;
- 1905 :
  - Tombes de l'époque carthaginoise découvertes à Zaghouan (Tunisie), par M. le commandant Hannezo ;
  - Stèles votives découvertes à Zaghouan, par M. le commandant Hannezo ;
- 1906 :
  - Sousse de 146 avant J.-C. à nos jours ;
  - Notes sur les environs de Zaghouan, par M. le commandant Hannezo ;
  - Rapport sur les fouilles du capitole de Segermes, par M. le commandant Hannezo [introduction par M. Paul Gauckler] ;
- 1908 :
  - Mahdia (Tunisie) ;
  - Hergla ;
- 1912 : Occupation espagnole de La Goulette et Tunis, de 1535 à 1574.